# Мескел (празник)
Мескел је хришћански празник у етиопској православној и еритрејској православној цркви којим се обележава откриће Истинског крста од стране римске царице Јелене (Света Јелена) у четвртом веку. Мескел се јавља 17. мескерема по етиопском календару (27. септембра по грегоријанском календару или 28. септембра у преступној години). "Мескел" (или "Meskal" или "Mesqel", постоје различити начини за транслитерацију са гиз језика на латинично писмо) значи "крст".
Маскел се слави широм земље без обзира на старост, пол, језик или етничку припадност. Фестивал је такође време када се породице окупљају и радници мигранти враћају кућама - окупљања која резултирају приливом новца, информација и нових идеја из урбаних центара у рурална подручја. Пре славе морају се решити личне свађе и социјалне несугласице. На овај начин, Маскел је прилика да Етиопљани промовишу свој духовни живот кроз помирење, социјалну кохезију и миран суживот. Празник је уписан на УНЕСКО-ву листу нематеријалне културне баштине 2013. године.
Празник је познат као Празник Часног Крста (Крстовдан) у другим православним, католичким или протестантским црквама. Цркве које следе грегоријански календар славе празник сваке године 14. септембра.
Фестивал се одржава на тргу Мескел, названом по фестивалу, у главном граду Етиопије, Адис Абеби. Верски и цивилни лидери председавају прославом, а јавне личности држе говоре и позивају се на библијске теме и приче. Многи Етиопљани који живе у градовима враћају се у своја села да прославе национални догађај. Кад падне мрак, спаљује се ломача Демера.

## Преглед
Прослава Мескела укључује паљење велике ломаче, или Демере, засновано на уверењу да је краљица Јелена, како је познато, у сну имала откровење. Речено јој је да треба да направи ломачу и да ће јој дим показати где је сахрањен Истински крст. Зато је наредила народу Јерусалима да донесу дрва и направе огромну гомилу. Након додавања тамјана, ломача је била запаљена, а дим се дизао високо до неба и враћао на земљу, тачно на место где је Крст закопан.
Према локалним традицијама, ова Демера - процесија одвија се у раним вечерњим сатима дан пре Мескела или на сам дан. Дрва за спаљивање су украшена тратинчицама пре прославе. Стотине хиљада људи из различитих заједница хрле на трг док шарено одевени свештеници певају химне и молитве и изводе свој јединствени ритмички плес испред ломаче. На врхунцу патријарх етиопске православне цркве Тевехедо пали ломачу. После тога угаљ са остатака ватре верници сакупљају и њиме обележавају чела обликом крста (упоредиво са Чистом средом). Едвард Улендорф бележи бројна веровања значења Демере, с тим што неки верују да она „означава крајњи чин у поништавању грехова, док други сматрају да правац дима и коначно рушење гомиле указују на ток будућности догађаја - баш као што је облак дима који је Господ подигао над табернаклом пружио смернице деци Израеловој (Изл. 40: 34–38)“.
Једно од објашњења високог ранга који овај фестивал има у црквеном календару је то што се верује да је део истинског Крста у Етиопију донесен из Египта. Каже се да се чува на планини Амба Гешен, која и сама има план у облику крста.
Према Етиопској православној цркви, традиционално се верује да је откриће Истинитог крста било у марту, али је Мескел премештен у септембар како би се избегло одржавање фестивала током Великог поста и зато што је црква у Јерусалиму прослављала истински крст током септембра. Улендорф претпоставља да је Мескел заменио старији фестивал, паганских и хебрајских друштава, за која верује да су добила хришћанску забрану око владавине цара Амде Сејона у четрнаестом веку. „Најдревније значење ових фестивала - као што је то био случај и у Израелу - несумњиво је било сезонско: месец маскарам означавао је крај киша, обнављање рада и поновно отварање комуникација.